# La Verbena (Maruja Mallo)
La Verbena es un óleo sobre lienzo de 119x165 cts. pintado en 1927 por Maruja Mallo, de estilo surrealista que pertenece a una serie de 4 óleos dedicada a las fiestas madrileñas que, en 1928, se expuso en las salas de la Revista de Occidente, organizada por Ortega y Gasset. La Verbena está actualmente en el Museo Nacional Centro de Arte Reina Sofía.

## Composición
En este lienzo de La Verbena están representados a la vez los elementos típicos de las fiestas populares madrileñas (la barraca del pim-pam-pum, el artefacto para medir la fuerza, gigantes y cabezudos, barcas que son columpios; marineros en primer término, mujeres alegres y saltarinas vestidas con claros trajes ajustados con alas que resaltan las formas de sus cuerpos, coronadas sus cabezas por unos tipos de gorros simulando medio sol; mesas en un segundo plano, un trenecito al fondo junto con unas pirámides; personajes de extraña tipología, como el gigantón de un solo ojo; hay una tela, en primer término, perfectamente pintada como si fuera un visillo, tenue y calada en tono hueso junto a un guitarrista que parece subido a un pequeño carrito, del que asoma un pie grande con 4 dedos al lado de una especie de caja recubierta con un  paño blanco a modo de mantel, sobre la que se superponen unos frutos rojos, (fresas quizás), colocadas en forma de pirámide. Todos los elementos están pintados en un aparente desorden o caos, pero que, en el conjunto, y gracias a los diferentes planos, le dan al cuadro un carácter de unidad. Llama mucho la atención la pareja de gigantes, situados en el centro prácticamente del cuadro. "La Verbena"  intenta retratar a la sociedad madrileña de la época con cierta ironía. Es  una colorida pintura plena de barroquismo y sin orden ni lógica aparente, conformando un caos de líneas y planos que le proporciona una alegre atmósfera surrealista.
Los colores del cuadro son vivos, con abundancia de claros y de oscuros que hace resaltar las formas, los contornos, y la dinámica vivaz que refleja el barullo típico de las verbenas populares, llenas de alegría.